# Els van Noorduyn
Elsemia Marianne Helene van Noorduyn, detta Els (Amsterdam, 25 maggio 1946), è un'ex pesista olandese, finalista alle Olimpiadi di Città del Messico 1968.

## Palmarès
| Anno | Manifestazione  | Sede              | Evento         | Risultato | Misura  | Note             |
| ---- | --------------- | ----------------- | -------------- | --------- | ------- | ---------------- |
| 1967 | Europei indoor  | Praga             | Getto del peso | 5ª        | 15,28 m |                  |
| 1968 | Giochi olimpici | Città del Messico | Getto del peso | 8ª        | 16,23 m |                  |
| 1969 | Europei         | Atene             | Getto del peso | 6ª        | 17,28 m | Record nazionale |
| 1971 | Europei indoor  | Sofia             | Getto del peso | 7ª        | 16,22 m |                  |
| 1971 | Europei         | Helsinki          | Getto del peso | 9ª        | 16,68 m |                  |